# SVR Producciones
SVR Producciones é um selo chileno de música erudita.

## História
Em agosto de 1987, o compositor chileno Santiago Vera-Rivera cria o selo de música erudita chilena e latino-americana SVR Producciones para difundir a música de concerto. Na atualidade, a SVR Producciones ampliou suas gravações para a música universal.
Para o compositor: "SVR nasce com o objetivo de promover, estimular, difundir e editar fonograficamente a música erudita chilena, americana e universal, e hoje é o melhor recurso para conhecer em profundidade a música erudita do Chile e da América." 
O selo SVR tem se concentrado em divulgar compositores e intérpretes menos difundidos para desenvolver e valorizar o trabalho de músicos eruditos do século XX, mas também para resgatar e difundir o acervo de música chilena do século XIX. Este trabalho tem conseguido o respaldo de ouvintes de todos os continentes, para os que já lhes são familiares os nomes de compositores como Carlos Isamitt (Chile), Manuel Enríquez (México), Adam Waite (USA), Federico Moumpou (España), Claudio Santoro e também de intérpretes como Luis Orlandini (Chile), Armands Abols (Letonia), Gerardo Salazar (Chile), Jürg Wyttembach (Suiza), e María Luz Martínez (Chile).
"Numa alta porcentagem - explica Vera-Rivera -, a música erudita tem sido criada pelo compositor, sem que ele seja o próprio intérprete, necessitando de um ou de vários deles para a execução de sua obra, daí que seja de vital importância difundir tanto as novas criações quanto a interpretação dos próprios músicos, que precisam decodificar as novas grafias musicais, que se reconhecem de grande exigência interpretativa e demandam, na maioria das vezes, muito mais trabalho - trabalho que é simplesmente realizado pelo 'amor à arte', gratuitamente. Em síntese, os músicos recebem as obras e as transmitem ao público, através das gravações, só por amor à música."

## Compositores e Intérpretes Chilenos
SVR Producciones, desde o começo tem se dedicado a resgatar a música erudita chilena, registrando em seus CDs compositores e interprétes das primeiras gerações de músicos chilenos (s. XIX-XX), como José Zapiola, Isidora Zegers, Federico Guzmán, Ramón Vinay, Claudio Arrau, Enrique Soro, Alfonso Leng, Pedro Humberto Allende Sarón, René Amengual, Domingo Santa Cruz, Juan Amenábar, Alfonso Letelier, Ida Vivado, entre outros. Assim mesmo, das generações posteriores (s.XX-XXI), entre os que podemos destacar: Fernando García, Carlos Botto, Próspero Bisquertt, Cirilo Vila, Luis Advis, Acario Cotapos, Carlos Isamitt, Juan Orrego Salas, Carlos Riesco, Miguel Letelier,Jorge Urrutia Blondel, Federico Heilein, Juan Lemann, Violeta Parra. Entre os intérpretes podemos mencionar a Víctor Tevah (regente chileno), Claudia Parada (soprano chilena), Luis Orlandini (violonista chileno), Alfredo Mendieta (flautista chileno), María Luz Martínez (cantora chilena), Carlos Pérez (violonista chileno), Guillermo Lavado (flautista chileno), Ximena Cabello (pianista chilena), Cecilia Frigerio (soprano chilena).

## Compositores e Intérpretes Latino-americanos e Europeus
SVR Producciones também tem procurado divulgar obras de compositores latino-americanos em geral e europeus, como Celso Garrido Lecca (Perú), Alberto Ginastera (Argentina), Carlos Guastavino (Argentina), Heitor Villa-Lobos (Brasil), Claudio Santoro (Brasil), Camargo Guarnieri (Brasil), Leo Brouwer (Cuba), Manuel Enríquez(México), George Gershwin (USA), Leopold Weiss (Alemania), J. S. Bach (Alemania), Joaquín Rodrigo (España), Alfonso X (España), Joaquín Turina (España), Francisco Tárrega (España), Alfred Kalnins (Letonia), Claude Debussy (Francia), Maurice Ravel (Francia), Frank Martin (Suiza). Entre os intérpretes podemos citar a David del Pino Klinge (regente peruano), Armands Abols (pianista Letón), Quartet de Bec Frullato (Barcelona), Orquesta de Cámara de Noruega, Jürg Wyttenbach (regente e compositor suizo), Per Skoglund (pianista sueco).

## Prêmio
Em 2006, SVR Producciones recebeu o Prêmio da Crítica do Chile, "por seu permanente trabalho de difusão das obras dos compositores e intérpretes de música erudita".
Em dezembro de 2009, SVR Producciones recebeu no Chile o Prêmio Presidência da República 2009, na categoria Produção Fonográfica.